# František Noha
Vojín František Xaver Noha (4. prosince 1894 Dobřany – 29. května 1918 Rumburk) byl voják rakouské císařské armády českého původu, civilním povoláním soustružník, který spolu se Stankem Vodičkou a Vojtěchem Kovářem stanul ve vedení tzv. Rumburské vzpoury. Po jejím potlačení byl o osm dnů později s dalšími odsouzen vojenským soudem a popraven.

## Život

### Mládí
Narodil se v městečku Dobřany nedaleko Plzně rodičům Ondřeji Nohovi a Kateřině, roz. Filippové. V místních Škodových závodech se vyučil soustružníkem.

### Vstup do armády

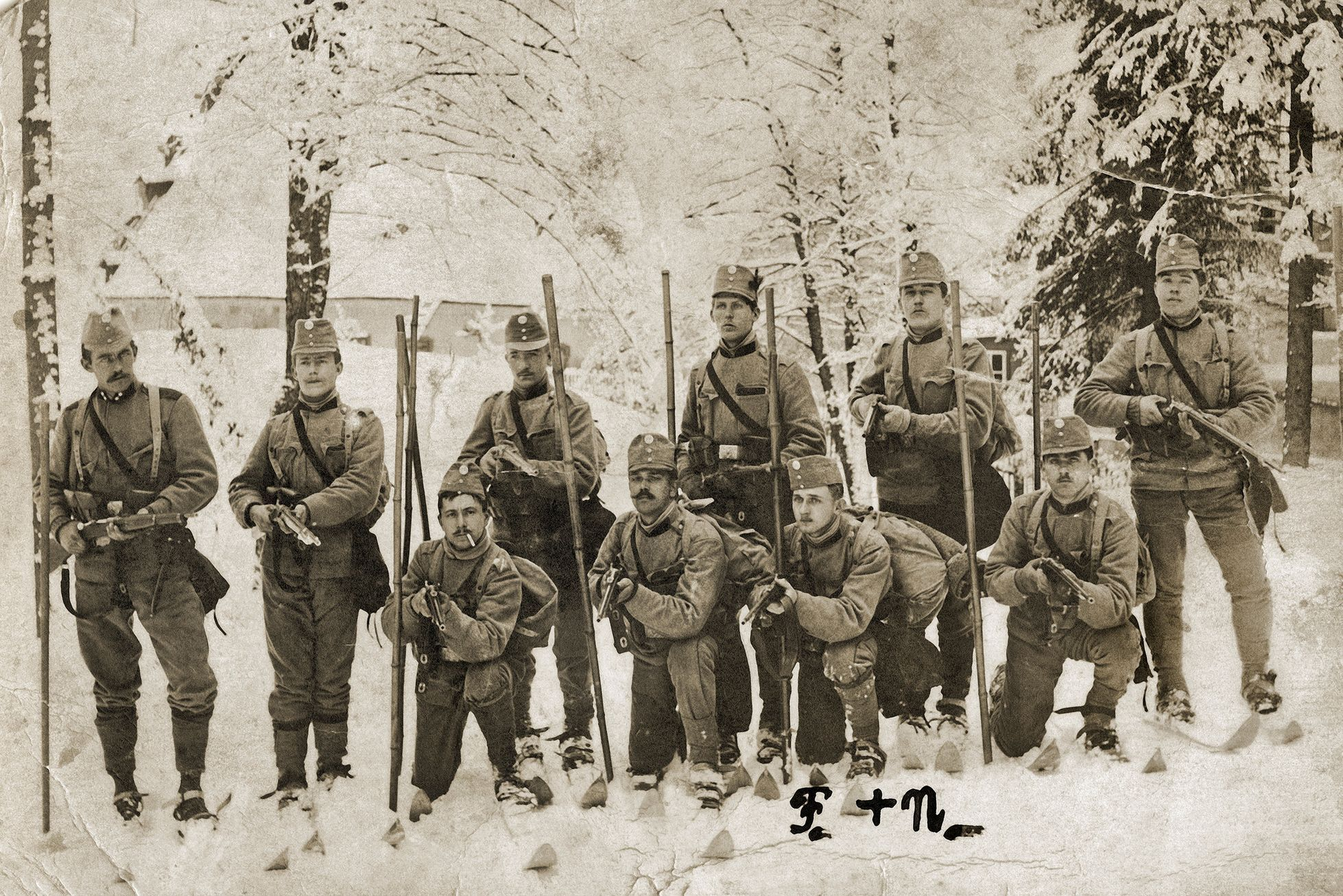
Vojáci 7. zeměbraneckého pluku rakousko-uherské armády v Karpatech roku 1915 (F. Noha druhý zprava, v pokleku)

Roku 1915 narukoval k plzeňskému 7. střeleckému pluku, se kterým se přesunul k bojovému nasazení na východní frontu. Noha patřil mezi pacifisticky naladěné vojáky, od počátku pobytu v armádě se snažil vyhnout situaci zabíjet či být sám zraněn. Již v září toho roku přešel během průzkumného úkolu spolu se svým spolubojovníkem Josefem Pelíškem do ruského zajetí. Internován byl v táboře nedaleko Charkova. Je doloženo, že předvedl pro vojenské publikum několik improvizovaných zábavných představení. 8. února 1918 pak při postupu armád Trojspolku došlo k obsazení tábora německou armádou. Po několikaměsíčním pobytu v tranzitním táboře u Přemyšle byl František Noha převelen na konci dubna 1918 do severočeského Rumburku. Odtud byl uvolněn na zhruba dvoutýdenní dovolenou, kterou strávil v Plzni.
Po návratu do Rumburku 9. nebo 10. května byl Noha zařazen k 7. četě III. náhradní setniny složené především z tzv. hajmkamrů (mužů, kteří se vrátili z fronty, často z ruského zajetí a často již pod vlivem myšlenek bolševismu). Tito muži těžce snášeli nuzné podmínky v armádě, kterou nebrali za svou, a které se nijak výrazně od zajetí nelišily a nadále se zhoršovaly. Noha, který měl stejnou zkušenost, se vzhledem ke své veselé (ovládal mj. kouzelnické triky), komunikativní a horlivé povaze rychle stal jedním z hlavních diskutérů mezi vojáky o smyslu války a poslušnosti rakouským velitelům.

### Rumburská vzpoura
V pondělí 20. května přišel k jednotce rozkaz o snížení dávek chleba na polovinu (denní příděl dvanáctiny veky) a zároveň rozkaz o odvelení hajmkamrů zpět na frontu. 65 vojáků III. náhradní setniny pod vedením Františka Nohy na to zareagovalo příchodem na ranní nástup na dvoře místních kasáren s nabitými zbraněmi. Následně se zmocnili velitelství celé rumburské posádky, kde se náhodou nacházel desátník-aspirant Stanislav Stanko Vodička, který sem přišel žádat o dovolenou. Vodička se k nim na základě nastalé situace a svých postojů rozhodl přidat, čímž se ve své aspirantské pozici stal de facto jediným důstojníkem, který se ke vzbouřencům připojil. Spolu s Vojtěchem Kovářem tak František Noha a Stanko Vodička tvořili ústřední trojici velící povstání. Františka Nohu lze pak přímo označit za iniciátora a organizátora celé operace, do které Vodička vnesl rozměr boje za myšlenku české nezávislosti.
Bylo rozhodnuto, že zatímco část revoltujícího pluku obsadí Rumburk, Stanko Vodička a František Noha povedou oddíl, který v nedalekém Horním Jindřichově měl pro vzpouru získat mužstvo zde umístěné kulometné setniny. Spoléhali též, že se ke vzpouře připojí také vojáci královéhradeckého 18. pěšího pluku umístěného v České Lípě a povstání se nadále zvrhne v revoluci v celých Čechách. Povstalcům se podařilo obsadit Haidu (pozdější Nový Bor), následně však stihl dorazit 18. pěší pluk a město obklíčil. Obě skupiny se k sobě přiblížily pod Chotovickým vrchem, Stanko Vodička vyrazil k loajálním oddílům s bílým šátkem, namísto vyjednávání byla však zahájena střelba. Řada vzbouřenců se před několikanásobnou přesilou dala na útěk, samotný Vodička měl pak při pohledu na hroutící se povstání své druhy k zastavení palby, aby se zabránilo zbytečným obětem, a spolu s nimi se pak dobrovolně vzdal.
František Noha byl pak spolu s vojínem Josefem Zelenkou zadržen 23. května ve večerních hodinách na okraji Rumburku. Byl ozbrojen revolverem, ale při zatýkání jej nestihl použít.

### Soud a poprava

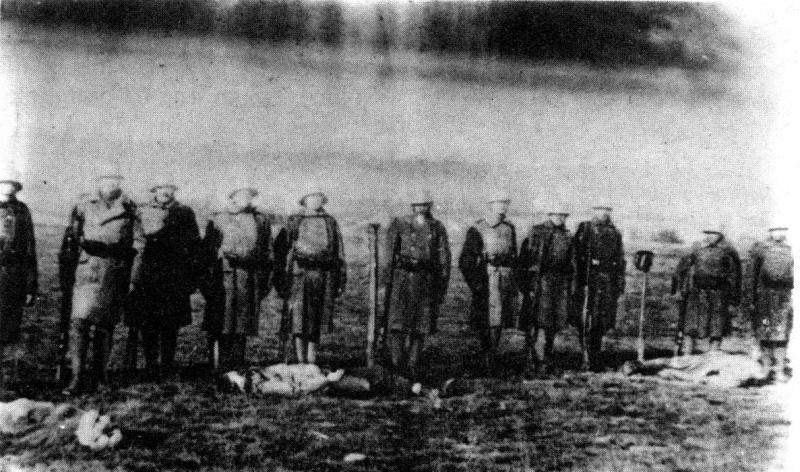
Poprava Stanko Vodičky, Františka Nohy a Vojtěcha Kováře

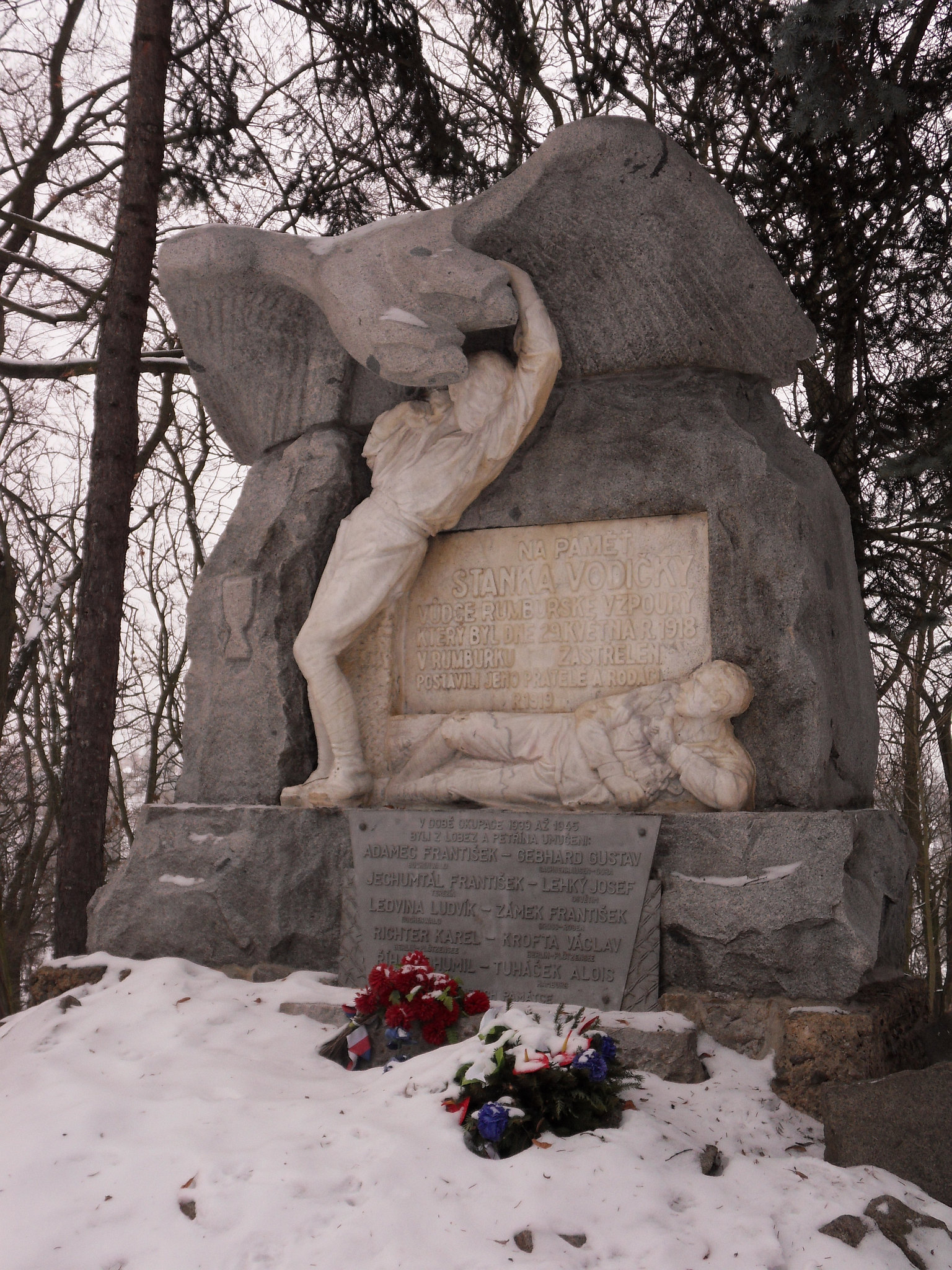
Pomník Stanko Vodičky a obětí Rumburské vzpoury v Plzni–Lobzích

Vojenský soud v Novém Boru určil Stanislava Vodičku, Františka Nohu a Vojtěcha Kováře za hlavní vůdce vzpoury. Noha byl v rozsudku uveden povoláním jako cirkusový umělec (cirkusartist), což mohlo být způsobeno buď snahou soudu jej zesměšnit, či toto sám uvedl v žertu na své varietní schopnosti. Dne 29. května 1918 v časných ranních hodinách byli na sportovním hřišti u místního hřbitova všichni tři zastřeleni. Vodička před popravou odmítl pásku přes oči se slovy, že ví, co udělal a proč to udělal. Popravu vykonali vojáci ze salcburského 59. pěšího regimentu, ostatky zastřelených byly uloženy na novoborském vojenském hřbitově.
Stanným soudem v Rumburku a Novém Boru byli k trestu smrti odsouzeni také Jakub Bernard, Jiří Kovářík, Jakub Nejdl, František Pour, Jan Pelnář, Antonín Šťastný a Jindřich Švehla; ti byli popraveni zastřelením 29. května večer. Dalších přibližně 700 účastníků akce bylo buď posláno na frontu, nebo uvězněno v terezínské pevnosti.

### Po vzniku Československa
Po vyhlášení samostatného Československa 28. října 1918 byli uvěznění vzbouřenci propuštěni a popravení začali být připomínáni jako národní hrdinové. Těla popravených byla exhumována a pohřbena v důstojných hrobech na jiných místech. František Noha byl uložen do umělecky zpracovaného hrobu na Ústředním hřbitově v Plzni od plzeňského sochaře Vojtěcha Šípa.

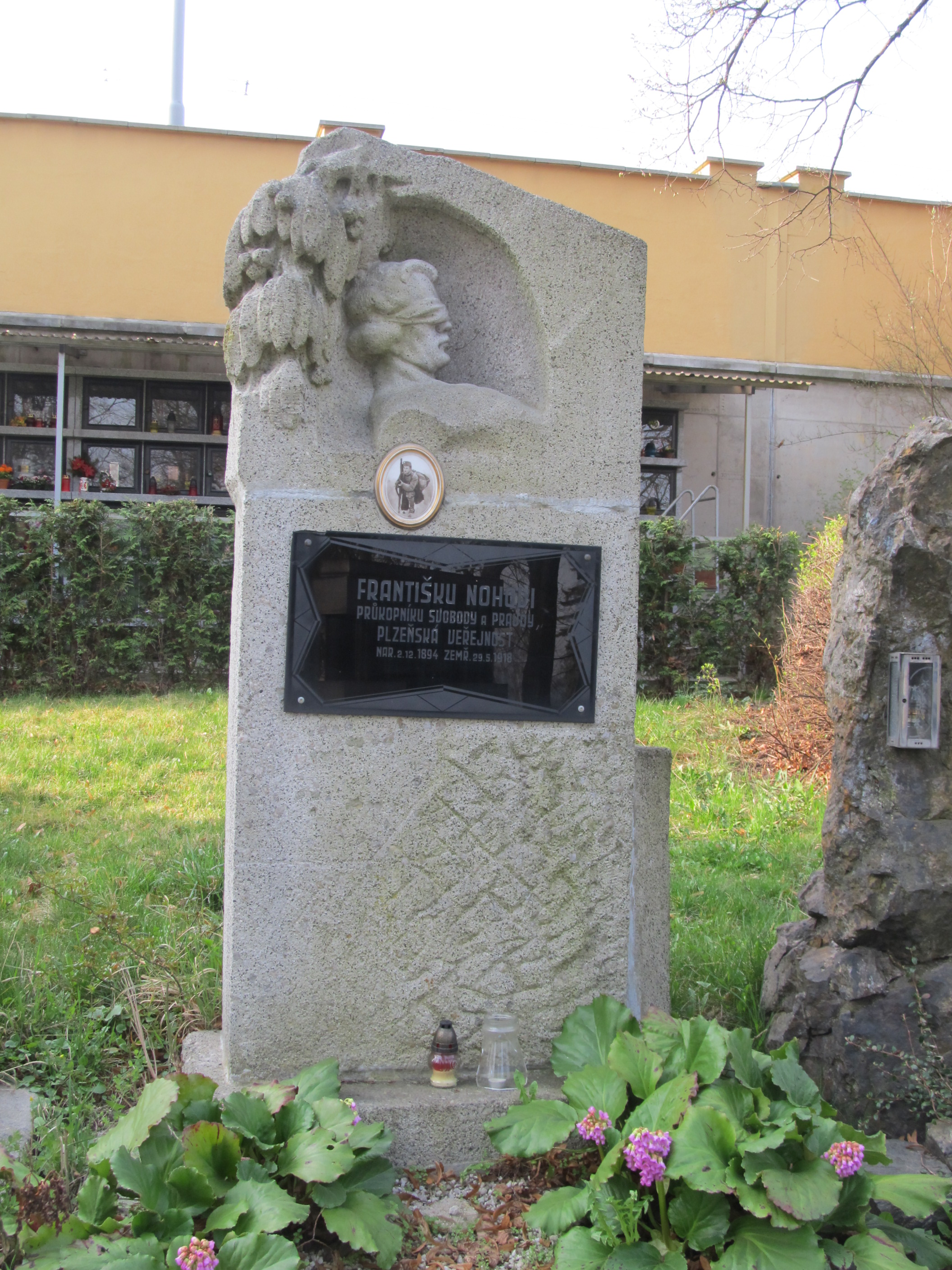
Hrob Františka Nohy na plzeňském Ústředním hřbitově

Roku 1919 byl z iniciativy profesora Felixe Vondrušky zbudován nedaleko lobezské školy, kterou Stanko Vodička navštěvoval, monumentální pomník s Vodičkovou podobiznou, jeho autorem je rovněž sochař Šíp.

### V umění
Roku 1928 vznikla jako připomínka desátého výročí vzpoury divadelní hra Stanko Vodička, vůdce rumburských rebelů od herečky a ředitelky kladenského divadla Božy Vodičkové-Olšovské, kde se postava Františka Nohy také objevuje. Václav Kaplický se v roce 1957 věnoval tomuto tématu v knize Rumburské povídky. Roku 1964 byl na motivy Rumburské vzpoury natočen film Hvězda zvaná Pelyněk režiséra Martina Friče a scenáristy Jiřího Procházky, postavu Františka Nohy zde ztvárnil herec Rudolf Deyl mladší.
V rodných Dobřanech a Rumburku po něm byly pojmenovány ulice, F. X. Nohy a Františka Nohy.